# Hanumankind
Hanumankind (* 1992 in Malappuram, Kerala; eigentlich Sooraj Cherukat, Hindi सूरज चेरूकट) ist ein indischer Rapper. Er tritt auch als HMK auf.

## Leben
Sooraj Cherukat wurde in Malappuram, Kerala als Sohn einer Hindu-Familie geboren. Sein Vater arbeitete für eine US-amerikanische Ölfirma und so verbrachte er einen Großteil seiner Jugend in Houston, Texas, wo er das Houston Community College besuchte. 2012 kehrte er nach Indien zurück, wo er am PSG College einen Bachelor-Abschluss in Betriebswirtschaftslehre machte. 2014 machte er ein Praktikum bei Goldman Sachs und arbeitete dort bis zu seinem Durchbruch als Rapper.
Während seiner Arbeit für Goldman Sachs beginnt er unter dem Pseudonym Hanumankind beziehungsweise HMK zu rappen. Er wurde im Anschluss von Def Jam India unter Vertrag genommen. Sein Pseudonym hat laut eigener Aussage keinen religiösen Hintergrund, obwohl es ein Wortspiel zwischen Mankind für Menschheit und der Hindu-Gottheit Hanuman ist.
Im Juli 2024 gelang ihm mit dem Song Big Dawgs zusammen mit dem Produzenten Kalmi (Sai Nikhil Kalimireddy) ein Überraschungshit.

## Musikstil
Seinen Rapstil entwickelte Hanumankind in Texas, wo er Künstler wie Three 6 Mafia, Project Pat, UGK und DJ Screw entdeckte. Er ist außerdem Fan von System of a Down und übernahm Einflüsse von Kendrick Lamar, J. Cole und Logic.

## Diskografie

### EPs
- 2019: Kalari (Mixtape Monopoly)
- 2020: Surface Level (The illage/Create Music Group)

### Singles
- 2019: Daily Dose
- 2020: S.L.A.B.
- 2020: Options
- 2020: Beer and Biryani (mit Parimal Shais)
- 2021: Damnson
- 2021: Skyline
- 2022: Lola’s Chant (mit Kalmi)
- 2022: Third Eye Freeverse (Red Bull 64 Bars) (mit Karan Kanchan)
- 2023: Go to Sleep (mit Parimal Shais)
- 2024: Big Dawgs (mit Kalmi)
- 2025: Run It Up

## Auszeichnungen für Musikverkäufe
| Goldene Schallplatte - Neuseeland - 2024: für die Single Big Dawgs | Platin-Schallplatte - Brasilien - 2025: für die Single Big Dawgs - Kanada - 2024: für die Single Big Dawgs - Polen - 2024: für die Single Big Dawgs |

Anmerkung: Auszeichnungen in Ländern aus den Charttabellen bzw. Chartboxen sind in ebendiesen zu finden.
| Land/RegionAuszeichnungen für Musikverkäufe (Land/Region, Auszeichnungen, Verkäufe, Quellen) | Silber  | Gold  | Platin     | Verkäufe | Quellen                   |
| -------------------------------------------------------------------------------------------- | ------- | ----- | ---------- | -------- | ------------------------- |
| Brasilien (PMB)                                                                              | —       | —     | Platin1    | 40.000   | pro-musicabr.org.br       |
| Kanada (MC)                                                                                  | —       | —     | Platin1    | 80.000   | musiccanada.com           |
| Neuseeland (RMNZ)                                                                            | —       | Gold1 | —          | 15.000   | aotearoamusiccharts.co.nz |
| Polen (ZPAV)                                                                                 | —       | —     | Platin1    | 50.000   | olis.pl                   |
| Vereinigtes Königreich (BPI)                                                                 | Silber1 | —     | —          | 200.000  | bpi.co.uk                 |
| Insgesamt                                                                                    | Silber1 | Gold1 | 3× Platin3 |          |                           |